# The New 52
The New 52 è un'iniziativa editoriale di DC Entertainment che nel 2011 decide di rilanciare tutte le serie dell'Universo DC a fumetti di DC Comics, della etichetta Wildstorm Productions e di parte dei personaggi della Vertigo (altro Imprint della DC). L'obiettivo è di creare un nuovo universo dove le avventure dei vari personaggi vengano raccontate in 52 nuove serie mensili che ripartono dal n.1 e siano legate da una rinnovata e azzerata continuity interna. L'operazione è un reboot di tutte le storie e avventure dei supereroi, supercriminali e personaggi di contorno che hanno popolato le pubblicazioni DC Comics dal 1935 ad oggi. Persino le storiche serie Detective Comics (testata natale di Batman) e Action Comics (testata natale di Superman) vengono terminate per ricominciare con un nuovo numero uno, per la prima volta nella loro storia.
Il primo albo di questa nuova era della DC Comics è il n.1 dell'ennesima nuova serie (e reincarnazione) della Justice League of America distribuito in data 31 agosto 2011. L'autore dei testi è Geoff Johns, direttore creativo della DC e reduce dal successo di vendite della saga-evento La notte più profonda nonché responsabile della rinascita sia fisica che artistica di due icone della Silver Age come Flash (nella versione Barry Allen) e Lanterna Verde (nella versione Hal Jordan). Ai disegni troviamo Jim Lee, uno dei fondatori della Image Comics (di cui ha fatto parte fino al 1998) e ora condirettore editoriale della DC Comics. La formazione vede delle versioni più giovani di Superman, Batman, Aquaman, Wonder Woman, Flash e Cyborg. I due direttori editoriali della DC cioè Dan DiDio e il citato Jim Lee vogliono portare nuova linfa vitale nei personaggi non necessariamente ricominciando le loro storie dalle origini ma presentandole da un punto in cui questi supereroi erano più giovani e inesperti.

## Titoli
Le 52 serie sono suddivise in sette sottogruppi che individuano tematiche e personaggi affini. I titoli sono raggruppati nelle seguenti categorie:
- Justice League;
- Superman;
- Batman;
- Green Lantern;
- The Dark;
- The Edge;
- Young Justice.

| serie                                  | autori                                                                | gruppo di titoli |
| -------------------------------------- | --------------------------------------------------------------------- | ---------------- |
| Justice League                         | Geoff Johns (testi), Jim Lee (matite)                                 | Justice League   |
| Justice League International           | Dan Jurgens (testi), Aaron Lopresti (matite)                          | Justice League   |
| Aquaman                                | Geoff Johns (testi), Ivan Reis (matite)                               | Justice League   |
| Wonder Woman                           | Brian Azzarello (testi), Cliff Chiang (disegni)                       | Justice League   |
| The Flash                              | Francis Manapul e Brian Buccellato (testi), Francis Manapul (disegni) | Justice League   |
| Captain Atom                           | J.T. Krul (testi), Freddie Williams II (disegni)                      | Justice League   |
| The Fury of Firestorm: The Nuclear Men | Ethan Van Sciver e Gail Simone (testi), Yıldıray Çınar (disegni)      | Justice League   |
| Green Arrow                            | J.T. Krul (testi), Dan Jurgens (matite)                               | Justice League   |
| The Savage Hawkman                     | Tony S. Daniel (testi), Philip Tan (disegni)                          | Justice League   |
| Mister Terrific                        | Eric Wallace (testi), Roger Robinson (disegni)                        | Justice League   |
| DC Universe Presents                   | Paul Jenkins (testi), Bernard Chang (disegni)                         | Justice League   |
| Action Comics                          | Grant Morrison (testi), Rags Morales (matite)                         | Superman         |
| Superman                               | George Perez (testi), George Perez e Jesus Merino (disegni)           | Superman         |
| Superboy                               | Scott Lobdell (testi), R.B. Silva e Rob Lean (disegni)                | Superman         |
| Supergirl                              | Michael Green e Mike Johnson (testi), Mahmud Asrar (disegni)          | Superman         |
| Batman                                 | Scott Snyder (testi), Greg Capullo (matite)                           | Batman           |
| Detective Comics                       | Tony S. Daniel (testi-disegni)                                        | Batman           |
| Batwing                                | Judd Winick (testi), Ben Oliver (disegni)                             | Batman           |
| Batman: The Dark Knight                | David Finch (testi-disegni)                                           | Batman           |
| Batman and Robin                       | Peter J. Tomasi (testi), Patrick Gleason e Mick Gray (disegni)        | Batman           |
| Batgirl                                | Gail Simone (testi), Ardin Syaf e Vicente Cifuentes (disegni)         | Batman           |
| Batwoman                               | W. Haden Blackman (testi), J. H. Williams III (testi-disegni)         | Batman           |
| Nightwing                              | Kyle Higgins (testi), Eddy Barrows e JP Mayer (disegni)               | Batman           |
| Catwoman                               | Judd Winick (testi), Guillem March (disegni)                          | Batman           |
| Birds of Prey                          | Duane Swierczynski (testi), Jesus Saiz (disegni)                      | Batman           |
| Red Hood and The Outlaws               | Scott Lobdell (testi), Kenneth Rocafort (disegni)                     | Batman           |
| Green Lantern                          | Geoff Johns (testi), Doug Mahnke (matite)                             | Green Lantern    |
| Green Lantern Corps                    | Peter J. Tomasi (testi), Fernando Pasarin (matite)                    | Green Lantern    |
| Green Lantern: New Guardians           | Tony Bedard (testi), Tyler Kirkham (disegni), Batt (chine)            | Green Lantern    |
| Red Lanterns                           | Peter Milligan (testi), Ed Benes (matite)                             | Green Lantern    |
| Justice League Dark                    | Peter Milligan (testi), Mikel Janin (disegni)                         | The Dark         |
| Swamp Thing                            | Scott Snyder (testi), Yanick Paquette (matite)                        | The Dark         |
| Animal Man                             | Jeff Lemire (testi), Travel Foreman (matite)                          | The Dark         |
| Frankenstein, Agent of S.H.A.D.E.      | Jeff Lemire (testi), Alberto Ponticelli (matite)                      | The Dark         |
| I, Vampire                             | Joshua Hale Fialkov (testi), Andrea Sorrentino (matite)               | The Dark         |
| Resurrection Man                       | Dan Abnett e Andy Lanning (testi), Fernando Dagnino (disegni)         | The Dark         |
| Demon Knights                          | Paul Cornell (testi), Diogenes Neves (matite)                         | The Dark         |
| Stormwatch                             | Paul Cornell (testi), Miguel Sepulveda (disegni)                      | The Edge         |
| Voodoo                                 | Ron Marz (testi), Sami Basri (disegni)                                | The Edge         |
| Grifter                                | Nathan Edmondson (testi), Cafu (disegni)                              | The Edge         |
| Deathstroke                            | Kyle Higgins (testi), Joe Bennet (matite)                             | The Edge         |
| Suicide Squad                          | Adam Glass (testi), Marco Rudy (disegni)                              | The Edge         |
| O.M.A.C.                               | Dan DiDio (testi), Keith Giffen (testi-disegni), Scott Kolish (chine) | The Edge         |
| Blackhawks                             | Mike Costa (testi), Ken Lashley (disegni)                             | The Edge         |
| Men of War                             | Ivan Brandon (testi), Tom Derenick (disegni)                          | The Edge         |
| All-Star Western                       | Justin Gray e Jimmy Palmiotti (testi), Moritat (disegni)              | The Edge         |
| Teen Titans                            | Scott Lobdell (testi), Brett Booth (matite)                           | Young Justice    |
| Static Shock                           | Scott McDaniel (testi-disegni) e John Rozum (testi)                   | Young Justice    |
| Hawk and Dove                          | Sterling Gates (testi), Rob Liefeld (disegni)                         | Young Justice    |
| Blue Beetle                            | Tony Bedard (testi), I. G. Guara e Ruy Jose (disegni)                 | Young Justice    |
| Legion of Super-Heroes                 | Paul Levitz (testi), Francis Portela (disegni)                        | Young Justice    |
| Legion Lost                            | Fabian Nicieza (testi), Pete Woods (disegni)                          | Young Justice    |

## Accoglienza
I numeri 1 delle 52 serie hanno un successo strepitoso e vengono tutti esauriti già con le prenotazioni anticipate e la DC distribuisce delle ristampe di tutte le serie, arrivando in taluni casi ad una terza e quarta ristampa. Il titolo di maggior successo è Justice League di Geoff Johns e Jim Lee che si piazza stabilmente in testa alle classifiche di vendita e vi rimane per diversi mesi consecutivi, raccogliendo un successo che mai la Justice League aveva saputo mantenere dalla sua prima apparizione nel 1960. Questa versione della Lega della Giustizia batte anche un altro record in quanto è il primo titolo DC Comics dal 2006 a superare le 200 000 copie vendute. Grazie anche agli ottimi dati di vendita delle altre serie la DC piazza 16 albi tra i 20 più venduti del 2011. Nonostante ciò la rivale storica Marvel riesce a mantenere il primato delle vendite prendendosi il 37,29% del mercato (espresso in dollari incassati) contro il 31,41% della DC. Il distacco tra le due Majors dei comics americani comunque si riduce al di sotto dei 6 punti percentuali mentre l'anno prima (nel 2010) era quasi di 8 punti.  La Marvel si trova in difficoltà a controbattere gli ottimi dati di vendita dell'evento The New 52, difatti la Justice League rimane al primo posto delle vendite con i primi sei albi, con l'intervallo del mese di settembre dove la testa della classifica viene presa dalla nuova serie Batman. La DC si prende quindi il primo posto delle classifiche (per quanto riguarda gli albi più venduti) per sette mesi consecutivi. La sua rivale storica riesce a proporre un nuovo best selling title solo costruendo l'evento che vede gli X-Men affrontare gli Avengers. Il fulcro della storia è la miniserie Avengers vs X-Men che riesce a piazzare il n.0 e il n.1 ai primi due posti nella classifica vendite, relegando Justice League n.7 al terzo posto (i dati riguardano gli ordinativi di marzo 2012).
Non tutti i 52 titoli riescono a rispettare le aspettative e già dopo 8 uscite alcuni albi vengono cancellati. Si tratta di pubblicazioni le cui vendite sono crollate sotto le 12200 copie vendute. Sono 6 le serie che chiudono con data di copertina del giugno 2012:
- Hawk and Dove: l'unica sopra le 12000 copie vendute, che dal n.6 è stata affidata sia per i testi oltre che per i disegni (come nei primi 6 numeri) a Rob Liefeld.
- O.M.A.C.: finisce una serie ambiziosa, scritta dallo stesso Dan DiDio, coeditore della DC Comics e uno dei principali fautori del progetto The New 52.
- Static Shock: chiude una delle poche serie ad avere come protagonista un personaggio di colore. Un'altra è quella dedicata a Mister Terrific, ma chiude anch'essa.
- Mr.Terrific: la serie chiude sotto le 10000 copie così come le seguenti due.
- Men of War: serie del genere war comics cioè di quei fumetti che si ispirano o si svolgono in teatri di guerra reali con inserimenti di elementi soprannaturali o supereroistici.
- BlackHawks: uno dei flop più inaspettati se si considera la storia pluridecennale del titolo.

## The second wave of the new 52
In seguito alla chiusura delle 6 serie sopracitate, la DC lancia altre sei nuove serie mensili dimostrando di essere decisa nel mantenere sul mercato la distribuzione mensile di 52 collane. Le nuove serie vengono pubblicizzate come The Second Wave of DC Comics  ed escono lo stesso mese con data di copertina luglio 2012. Sono le seguenti:
| serie               | autori                                                                                    | gruppo di titoli |
| ------------------- | ----------------------------------------------------------------------------------------- | ---------------- |
| Earth Two           | James Robinson (testi), Nicola Scott e Trevor Scott (disegni)                             | Justice League   |
| World's Finest      | Paul Levitz (testi), George Perez, Scott Koblish, Kevin Maguire (disegni)                 | Justice League   |
| Batman Incorporated | Grant Morrison (testi), Chris Burnham (disegni)                                           | Batman           |
| Dial H              | China Mieville (testi), Mateus Santolouco (disegni)                                       | The Dark         |
| G.I. Combat         | J.T. Krull, Justin Gray, Jimmy Palmiotti (testi), Ariel Olivetti e Dan Panosian (disegni) | The Edge         |
| The Ravagers        | Howard Mackie (testi), Ian Churchill (disegni)                                            | Young Justice    |

## The third wave of the new 52
L'8 giugno 2012 la DC annuncia la chiusura delle serie Justice League International, Captain Atom, Resurrection Man e Voodoo, che vengono sostituite da:
| serie                | autori                                                          | gruppo di titoli |
| -------------------- | --------------------------------------------------------------- | ---------------- |
| Talon                | Scott Snyder e James Tynion IV (testi), Guillem March (disegni) | Batman           |
| Sword of Sorcery     | Christy Marx (testi), Aaron Lopresti (disegni)                  | The Dark         |
| The Phantom Stranger | Dan DiDio (testi), Brent Anderson (disegni)                     | The Dark         |
| Team 7               | Justin Jordan (testi), Jesus Merino (disegni)                   | The Edge         |

## The fourth wave of the new 52
Tra dicembre 2012 e gennaio 2013 chiuderanno altre 5 serie: G.I. Combat, Frankenstein, Agent of S.H.A.D.E., Grifter, Blue Beetle e Legion Lost.
Sono già state annunciate, però, alcune nuove serie che faranno la loro comparsa tra gennaio e marzo 2013:
| serie                            | autori                                                   | gruppo di titoli |
| -------------------------------- | -------------------------------------------------------- | ---------------- |
| Katana                           | Ann Nocenti (testi), Alex Sanchez (disegni)              | Justice League   |
| Justice League of America        | Geoff Johns (testi), David Finch (disegni)               | Justice League   |
| Justice League of America's Vibe | Andrew Kreisberg (testi), Pete Woods (disegni)           | Justice League   |
| Constantine                      | Robert Venditti (testi), Renato Guedes (disegni)         | The Dark         |
| Threshold                        | Keith Giffen (testi), Tom Raney e Scott Kolins (disegni) | The Edge         |

## The fifth wave of the new 52
Tra aprile e maggio 2013 chiudono altre otto serie: I, Vampire, DC Universe Presents, The Ravagers, The Savage Hawkman, The Fury of Firestorm, Sword of Sorcery, Team 7 e Deathstroke.
Alcune nuove serie fanno la loro comparsa tra maggio e luglio 2013:
| serie                              | autori                                                                            | gruppo di titoli |
| ---------------------------------- | --------------------------------------------------------------------------------- | ---------------- |
| The Movement                       | Gail Simone (testi), Freddie Williams II (disegni)                                | The Edge         |
| The Green Team: Teen Trillionaires | Art Baltazar e Franco Aureliani (testi), Ig Guara (disegni)                       | The Edge         |
| Superman Unchained                 | Scott Snyder (testi), Jim Lee, Scott Williams e Dustin Nguyen (disegni)           | Superman         |
| Batman/Superman                    | Greg Pak (testi), Jae Lee e Ben Oliver (disegni)                                  | Superman         |
| Larfleeze                          | Keith Giffen e J.M. DeMatteis (testi), Scott Kolins (disegni)                     | Green Lantern    |
| Trinity of Sin: Pandora            | Ray Fawkes (testi), Daniel Sampere, Vicente Cifuentes e Patrick Zircher (disegni) | The Dark         |

## The sixth wave of the new 52
Tra luglio e agosto 2013 chiudono altre cinque serie: Demon Knights, Legion of Super-Heroes, Threshold, Dial H and Batman, Incorporated.
Alcune nuove serie fanno la loro comparsa tra ottobre e dicembre 2013:
| serie                 | autori                                                         | gruppo di titoli |
| --------------------- | -------------------------------------------------------------- | ---------------- |
| Superman/Wonder Woman | Charles Soule (testi), Tony S. Daniel e Batt (disegni)         | Superman         |
| Harley Quinn          | Amanda Conner e Jimmy Palmiotti (testi), Chad Hardin (disegni) | Batman           |
| Justice League 3000   | Keith Giffen e J.M. DeMatteis (testi), Howard Porter (disegni) | Justice League   |

## Risposta del mercato (2011-2013)
L'iniziativa della DC ha un forte impatto sul mercato e le sue conseguenze si manifestano sia sulle vendite della stessa casa editrice che, più in generale, sull'intero settore. Inoltre spinge la storica rivale Marvel Comics ad optare per una strategia editoriale che argini la rinata ondata di interesse per i personaggi DC.

### Crescita del mercato
La vendita di fumetti negli USA durante il primo semestre del 2011 registra volumi di vendite in ribasso rispetto alla chiusura dell'anno precedente e sembrerebbe andare incontro ad un periodo non esaltante per il mercato a fumetti. Il lancio dei titoli dell'iniziativa The New 52 e le inevitabili dicerie nate intorno al riutilizzo di tutti i personaggi della DC fanno decollare gli ordinativi per i primi numeri delle nuove serie. I nuovi 52 titoli della DC portano ad una forte crescita del mercato a partire da ottobre e stabiliscono nuovi record. Difatti la DC riesce a piazzare (come casa editrice) il maggior numero di pubblicazioni tra i 300 fumetti più venduti da quando esiste l'unico distributore (cioè la Diamond Comic Distributors) e si raggiunge il record di copie vendute per l'ultimo fumetto in classifica (5000 per il 300° fumetto). Questo indica un mercato che, almeno in questi mesi, sembra in grande espansione.
Bisogna sottolineare che il lancio di 52 nuove serie comporta l'uscita di 52 numeri 1 tra i quali vi sono quelli di storiche testate quali Batman, Justice League e Superman. L'interesse speculativo dei collezionisti si manifesta proprio in occasione del lancio di nuove serie (soprattutto per i primi numeri) nella speranza di azzeccare la pubblicazione vincente e poter guadagnare qualcosa dalla vendita dell'usato. La cautela sulla tenuta del mercato deve quindi essere valutata nel tempo.

## Edizione italiana
L'edizione italiana viene curata dalla casa editrice RW Edizioni di Novara che crea un'apposita divisione editoriale denominata Lion Comics dedita alla pubblicazione dei fumetti della statunitense DC Comics.
Il lancio delle serie del progetto The New 52 ha il suo debutto con la serie regolare Justice League del maggio 2012. L'albo ha una periodicità mensile e conta 72 pagine. Il prezzo di lancio è di € 2.95 per poi passare al costo definitivo di € 3.95. Come è usanza delle versioni italiane dei comic book americani, il contenuto dell'albo non presenta solo storie della serie originale dall'omonimo titolo, ma oltre alla Justice League di Johns e Lee sono presenti Justice League International e The Savage Hakman. Tutte e tre le serie partono dal n.1 e sono parte dei "nuovi 52 titoli" con cui la DC rilancia il suo universo fumettistico. Riguardo al gruppo di titoli che rientrano sotto l'egida Justice League vengono lanciate le serie mensili Wonder Woman (contenente Wonder Woman, Green Arrow, The Fury of Firestorm) e Flash (contenente The Flash, Aquaman, Captain Atom). Tali serie, insieme a Lanterna Verde e Giovani Titani rientrano in un gruppo di pubblicazioni che la Rw Edizioni denomina Universo DC all'interno della checklist dei suoi albi.
Lo stesso mese vengono lanciate le serie Batman, Batman Universe e Batman World. Queste raccolgono le pubblicazioni che per tematiche sono legate all'Uomo Pipistrello. Tra queste l'unica proposta mensile è Batman (che contiene la serie originale Batman (Vol.2), Detective Comics (Vol.2), Nightwing), mentre le altre due testate consistono di albi brussurati di 92 pagine che raggruppano quattro capitoli per volta di serie collegate all'universo di Batman, sempre incentrati sul progetto editoriale The New 52.
Viene pubblicata anche la collana Superman che raccoglie le tre serie originali Action Comics (Vol.2), Superman (Vol.2) e Supergirl. La periodicità è mensile per complessive 72 pagine spillate.